# Ancy-sur-Moselle
Pour les articles homonymes, voir Ancy (homonymie) et Moselle.
Ancy-sur-Moselle est une ancienne commune française située dans le département de la Moselle en région Grand Est, devenue, le 1er janvier 2016, une commune déléguée de la commune nouvelle d'Ancy-Dornot. La commune est composée de trois petits villages : au nord Rongueville, au milieu Narien et au sud Le Chêne. Ses habitants sont appelés les Ancéens.

## Géographie
La commune est située dans la vallée de la Moselle à une quinzaine de kilomètres au sud de Metz et fait partie du Parc naturel régional de Lorraine.

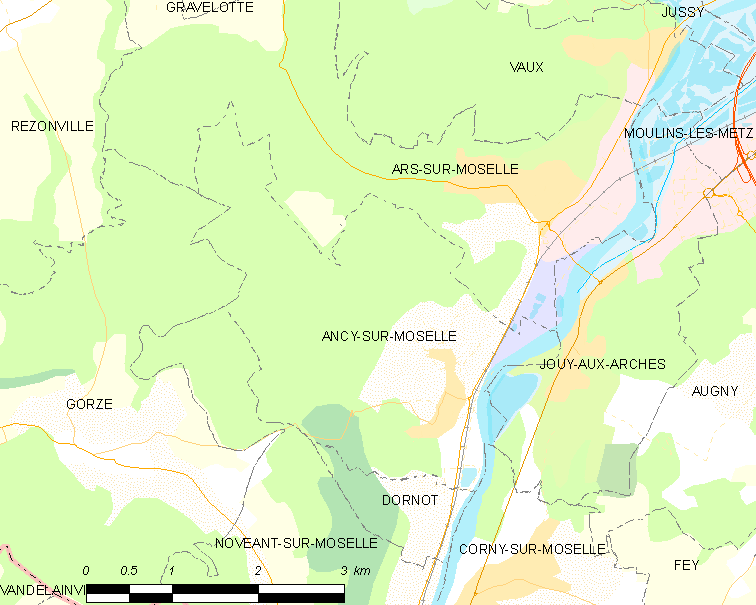
Carte de la commune.

## Toponymie
- Anceyum (1140) ; Ancei (1178) ; Ancheium (1181) ; Anceyium (1192); Acey (1199) ; Ancen (1201) ; Aincy/Ency (XVe siècle) ; Ancey (1404); Ansy-sus-Muzelle (1443) ; Ancey (1540) ; Anceyum/Ancey (1544) ; Ancy (1793).
- 1871-1883 : Ancen an der Mosel, 1883-1915 : Ancy an der Mosel, 1915-1918 : Anzig, 1940-1944 : Anzig.

## Histoire

### Les origines
Carrières exploitées par les Romains pour la construction d'un aqueduc ; anciennement "Anceiacum", mentionné en 875. Une des quatre « mairies » du Val de Metz, seigneurie épiscopale, appartenait aux évêques de Metz. En 1444, assiégé par l'armée du roi René d'Anjou et du roi Charles VII de France dans la guerre contre Metz. En 1490, siège et massacre des habitants par René II de Lorraine. Le Journal de Jean Le Coullon (1537-1587) dépeint la vie à Ancy-sur-Moselle au XVIe siècle. La mairie de Dornot fut rattachée à la commune d’Ancy-sur-Moselle de 1810 à 1869. En 1817, Ancy, village de l'ancienne province des Trois-Évêchés sur la rive gauche de la Moselle. À cette époque il y avait 1165 habitants répartis dans 205 maisons.

### Annexion allemande
Comme les autres communes de l'actuel département de la Moselle, Ancy-sur-Moselle est annexée à l’Empire allemand de 1871 à 1918. La commune, renommée « Ancy an der Mosel » en 1871, puis « Anzig » en 1915, dépend alors de l'arrondissement de Metz-Campagne. Lorsque la Première Guerre mondiale éclate, les Mosellans sont intégrés sous la bannière de l'Empire allemand face à leurs cousins, du département de la Meurthe, restés français. Beaucoup de jeunes gens tombèrent au champ d'honneur sous l’uniforme allemand, sur le Front de l’Est, mais aussi à l’Ouest, en particulier en France et dans les Flandres. Sujets loyaux de l'Empereur, les Ancéens accueillent cependant avec joie la fin des hostilités et la paix retrouvée. Ancy redevient française.

### Seconde Guerre mondiale
La défaite Française amène l'occupation puis l'annexion de facto du département de la Moselle au Troisième Reich nazi en juillet 1940.
Ancy fut le théâtre de dramatiques combats au cours de la bataille de Metz en septembre 1944, opposant la Ve division de la IIIe armée américaine à la 462e division allemande. Sous-estimant les forces allemandes du secteur et la puissance de feu du groupe fortifié Driant, l’armée américaine tenta en vain d’établir une tête de pont sur la rive est de la Moselle, à hauteur de Dornot. Les combats se déroulèrent du 7 septembre 1944 au 11 décembre 1944 dans des conditions extrêmes, marquant durablement la commune d'Ancy.

### Ancy aujourd'hui
Ancy-sur-Moselle a renoué récemment avec une longue histoire viticole, temporairement anéantie par le phylloxéra au XXe siècle.

#### Fusion des communes d'Ancy-sur-Moselle et Dornot
En novembre 2015, les conseils municipaux d'Ancy-sur-Moselle et de Dornot ont voté leur fusion qui devient officielle à compter du 1er janvier 2016.

## Politique et administration
| Période          | Période          | Identité                | Étiquette | Qualité            |
| ---------------- | ---------------- | ----------------------- | --------- | ------------------ |
| 1677             | 1677             | Gérard Lavraüe          |           |                    |
| 1678             | 1710             | Hilaire Lemoine         |           |                    |
| 1693             | 1693             | François Gravelotte     |           |                    |
| 1752             | 1752             | Jean Courouve           |           |                    |
| 1765             | 1765             | Dominique-Joseph Jérôme |           |                    |
| 1777             | 1778             | Dominique Gravelotte    |           |                    |
| 1789             | 1789             | Jean-Clément Courouve   |           |                    |
| 16 novembre 1791 | 5 novembre 1795  | Louis Jénot             |           |                    |
| 25 août 1800     | mars 1804        | Louis Jénot             |           |                    |
| 1812             | 1812             | Jean-Clément Courouve   |           |                    |
| 4 juin 1816      | 30 mars 1821     | Jean-Goëric Courouve    |           |                    |
| 19 novembre 1840 | 18 août 1848     | Clément Jénot           |           |                    |
| 19 août 1848     | 17 décembre 1851 | François-Gabriel Jénot  |           |                    |
| 13 juillet 1852  | 15 juillet 1868  | Clément Jénot           |           |                    |
| 29 décembre 1881 | 23 août 1918     | Ferdinand Guépratte     |           |                    |
| Janvier 1919     | Avril 1929       | Léon Nauroy             |           |                    |
| Septembre 1929   | 1941             | Henri Mondon            |           |                    |
| 1945             | 29 octobre 1947  | Paul Jénot              |           |                    |
| 1947             | mars 1965        | Clément Rozaire         |           |                    |
| 1965             | 6 avril 1967     | Louis Calmé             |           |                    |
| ----             | 1983             | André Michel            |           |                    |
| 1983             | 1995             | Marcel Villeval         |           |                    |
| 1995             | 2008             | Étienne Guépratte       | DVD       | Haut fonctionnaire |
| 2008             | En cours         | Gilles Soulier          | PS        |                    |

## Démographie
L'évolution du nombre d'habitants est connue à travers les recensements de la population effectués dans la commune depuis 1793. À partir du 1er janvier 2009, les populations légales des communes sont publiées annuellement dans le cadre d'un recensement qui repose désormais sur une collecte d'information annuelle, concernant successivement tous les territoires communaux au cours d'une période de cinq ans. 
Pour les communes de moins de 10 000 habitants, une enquête de recensement portant sur toute la population est réalisée tous les cinq ans, les populations légales des années intermédiaires étant quant à elles estimées par interpolation ou extrapolation. Pour la commune, le premier recensement exhaustif entrant dans le cadre du nouveau dispositif a été réalisé en 2004,.
En 2013, la commune comptait 1 408 habitants, en évolution de −0,91 % par rapport à 2008 (Moselle : +0,02 %, France hors Mayotte : +2,49 %).
| 1793 | 1800 | 1806 | 1821  | 1836  | 1841  | 1861  | 1866  | 1871  |
| ---- | ---- | ---- | ----- | ----- | ----- | ----- | ----- | ----- |
| 877  | 855  | 915  | 1 142 | 1 132 | 1 141 | 1 243 | 1 340 | 1 008 |

| 1875  | 1880 | 1885 | 1890 | 1895 | 1900 | 1905  | 1910 | 1921 |
| ----- | ---- | ---- | ---- | ---- | ---- | ----- | ---- | ---- |
| 1 022 | 972  | 916  | 853  | 850  | 925  | 1 020 | 830  | 768  |

| 1926 | 1931 | 1936  | 1946 | 1954  | 1962  | 1968  | 1975  | 1982  |
| ---- | ---- | ----- | ---- | ----- | ----- | ----- | ----- | ----- |
| 792  | 962  | 1 044 | 956  | 1 074 | 1 164 | 1 216 | 1 283 | 1 288 |

| 1990  | 1999  | 2004  | 2009  | 2013  | - | - | - | - |
| ----- | ----- | ----- | ----- | ----- | - | - | - | - |
| 1 339 | 1 475 | 1 456 | 1 424 | 1 408 | - | - | - | - |

## Culture locale et patrimoine

### Lieux et monuments

#### Édifices civils

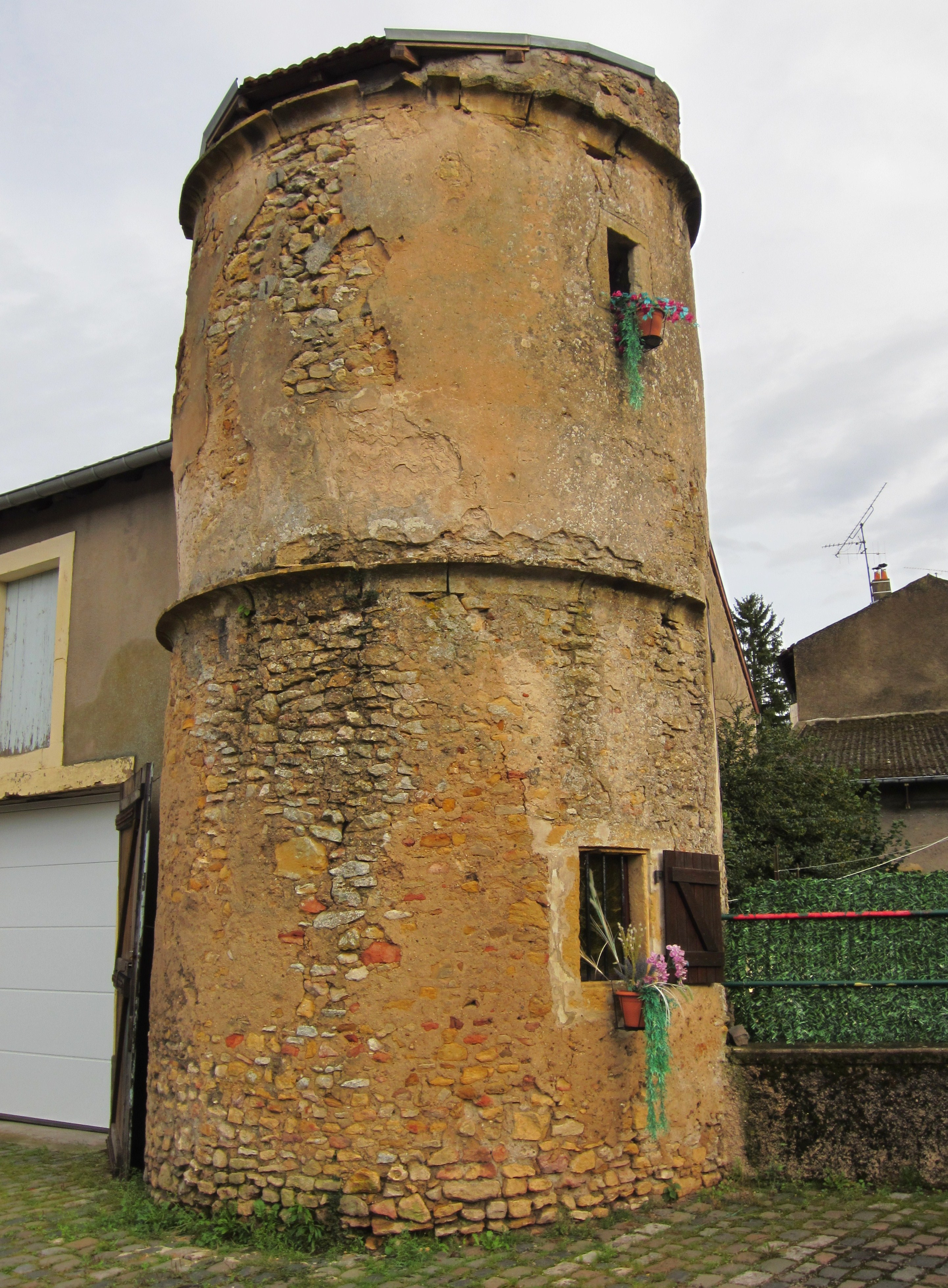
Ruines du château fort d'Ancy.

- Grotte sépulcrale des Rochers de la Fraze.
- Vestiges gallo-romains.
- Vestiges de l'aqueduc romain de Gorze à Metz.
- Château du Breuil, situé dans le hameau du Chêne, XVIIe siècle, remanié : puits couvert* XVIIe.
- Château du Saulcy XVIIIe siècle. Reconstruit sur l'emplacement du château fort d'Ancy.
- Ruines du château fort d'Ancy.
- Fort Driant.
- Gare d'Ancy-sur-Moselle.
- Cimetière militaire allemand de la guerre 1870-1871.

#### Édifices religieux

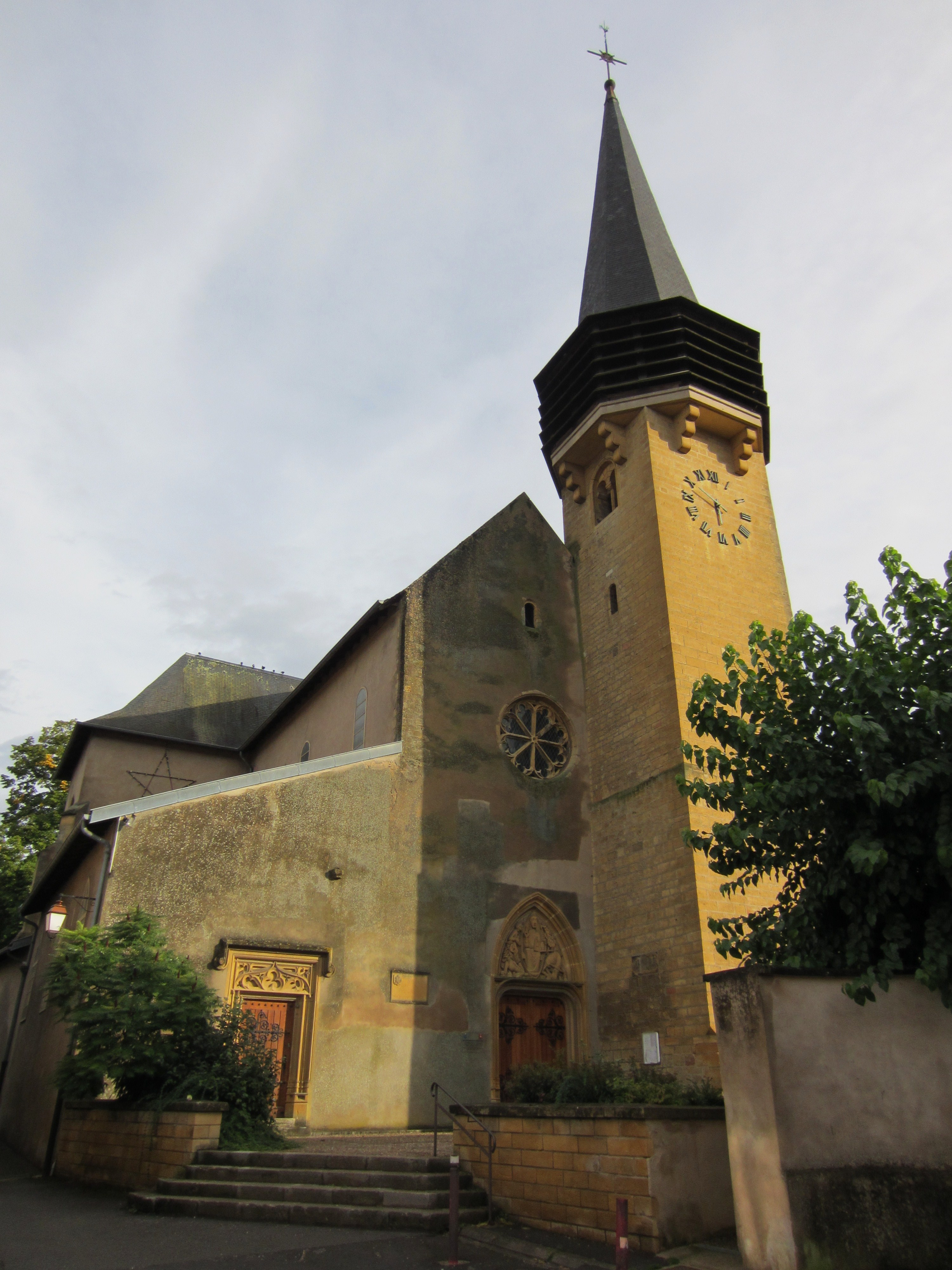
Église Notre-Dame-de-l'Assomption.

- Église Notre-Dame-de-l'Assomption, ancienne église romane XIIe siècle, reconstruite XVe/XVIe, fortifiée avec le cimetière : clocher roman à hourds (refait après 1950) ; tympan moderne, boiseries et crédences XVIIIe siècle ; vitraux du peintre messin Camille Hilaire.
- Ancien ossuaire, inscriptions funéraires XVIIe siècle, inscrit au titre des monuments historiques par arrêté du 23 novembre 1987[12].
- Statue de la Vierge, rue de l'Abbé-Jacquat.
- Croix de Saint Clément XIXe sur une hauteur 49° 03′ 14″ N, 6° 02′ 21″ E.
- Croix de chemin XVIIIe et XIXe siècles.

### Personnalités liées à la commune
- Jean-Clément Courouve, marié à Anne-Catherine Nauroy, maire d'Ancy-sur-Moselle, député et syndic de la municipalité pour les États généraux de 1789[13].
- Jean du Teil (1738-1820), général français de la Révolution et de l’Empire, commandant de la place de Lille puis de Metz, mort et enterré à Ancy-sur-Moselle[14].
- Raymond Mondon, maire de Metz de 1947 à 1970, ministre des transports de 1969 à 1970, né et inhumé à Ancy.

### Héraldique
| Armes d'Ancy-sur-Moselle | De gueules au dragon d'argent surmonté d'une croisette d'or. |

## Pour approfondir